# بيا رييس
بيا رييس (بالإنجليزية: Pia Reyes)‏ هي بلاي ميت أمريكية، ولدت في 3 يوليو 1964 في مانيلا في الفلبين.

## وصلات خارجية
- بيا رييس على موقع IMDb (الإنجليزية)
- بيا رييس على موقع ألو سيني (الفرنسية)
- بيا رييس على موقع قاعدة بيانات الأفلام السويدية (السويدية)
- بيا رييس على موقع قاعدة بيانات الفيلم (الإنجليزية)
- بيا رييس على موقع كينوبويسك (الروسية)